# Christophe Steiner
Pour les articles homonymes, voir Steiner.
Christophe Steiner, né le 29 décembre 1958 à Monaco, est un homme politique monégasque.

## Biographie
Christophe Steiner a étudié à l'University of Southern Europe — Monaco où il a obtenu un MBA[Quand ?].
De 1984 à 1988, Christophe Steiner est responsable de la production de SAM Innoge Monaco. Il travaillle chez Merrill Lynch de 1991 à 2000, devient chargé de clientèle chez Tilney de 2003 à 2005, puis conseiller technique chez Siccfin de 2003 à 2005. En 2005, il rejoint le secrétariat du département des finances. En 2007, il est nommé chargé de mission à la Commission de contrôle des activités financières,.
Il est membre du Conseil national de 1998 à 2003 et de 2008 à 2013, vice-président du même conseil de 2013 à 2016, puis président de ce conseil du 27 avril 2016 au 22 février 2018,. Il est remplacé à ce poste par Stephane Valeri,,.
Le 22 novembre 2018, il est nommé ambassadeur de Monaco en France,. Il prend ses fonctions le 2 janvier 2019. Ce poste lui confère un siège au Conseil permanent de la Francophonie (OIF).
Le 31 juillet 2023, il est nommé chef de cabinet du prince Albert II et prend ses fonctions le 4 septembre suivant.

## Distinctions
- 2018 : Chevalier de l'ordre national de la Légion d'honneur[1]
- 2013 : Chevalier de l'ordre de Saint-Charles[1]